# 椿海

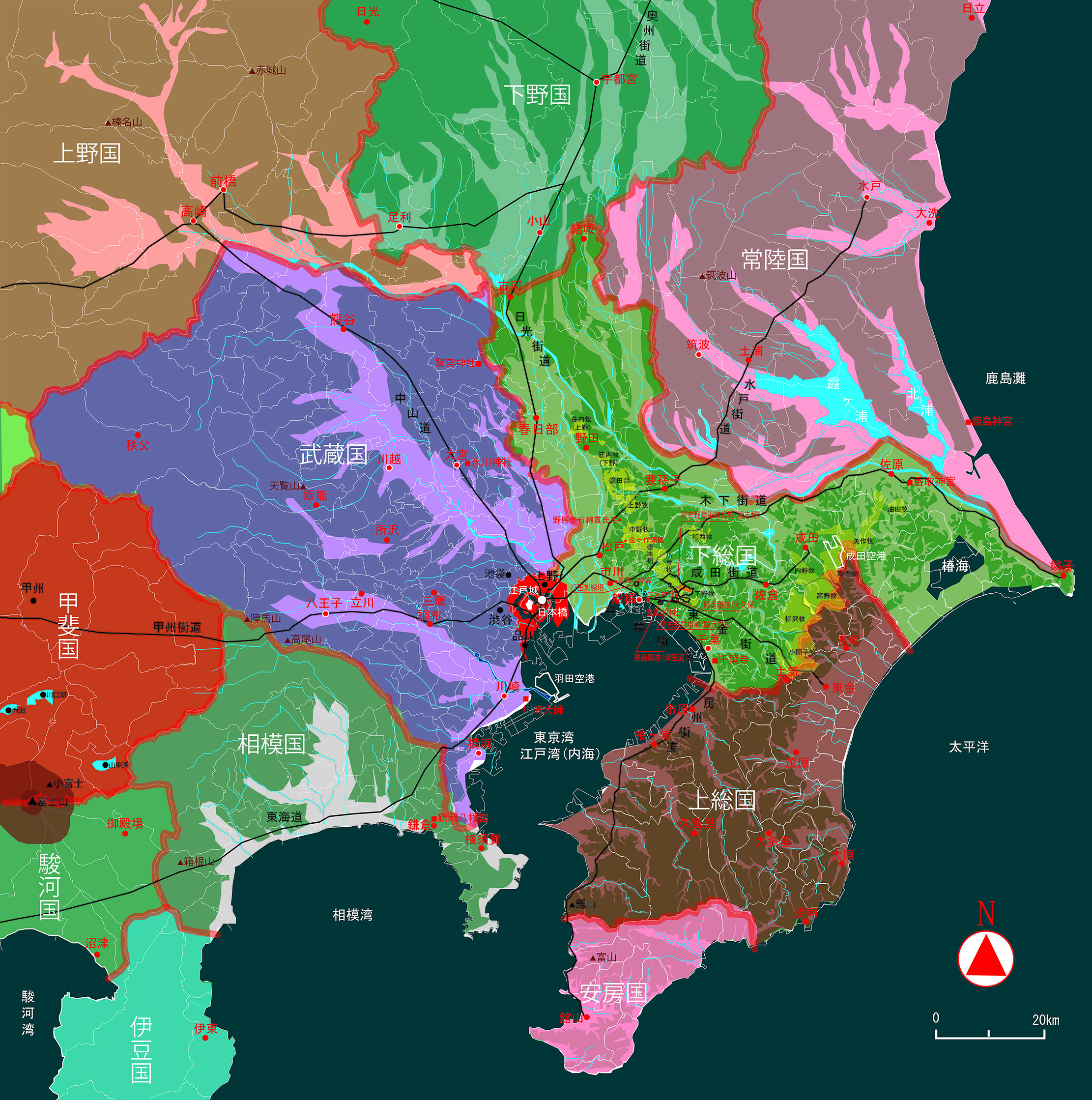
坂東地方の地図。椿湖は下総国（黄緑色）の右端近くに示されている。

椿海（つばきのうみ、つばきうみ）または椿湖とは、九十九里平野の北部、現在の千葉県東庄町・旭市・匝瑳市の境界付近に、江戸時代初期まで存在した湖である。江戸時代に作成された『下総之国図』（船橋市西図書館所蔵）では、太田ノ胡水と表記されている。
伝えられるところでは、東西3里（12キロメートル）南北1里半（6キロメートル）、約51平方キロメートルと言われ、山手線エリアがすっぽり入る7,200ヘクタールの面積があったともされている。

## 概要
『香取志』に、「古老の伝えるところでは、大古ここに大きな椿の木があった。花が咲いた時は天がまっ赤になり、散った際には地に赤い錦を敷きつめたようになった。この椿の大木が寿命尽き枯れて倒れ残った根の跡が湖水となり椿海といわれた。上枝の方を上総といい、下枝の方を下総という。」とあるが、実際には当時の玉の浦の入り江が、沿岸流によって運ばれた砂によって出口を塞がれて潟となったものと推測される。
栗山川／椿海水系では、日本全体の40パーセントに及ぶ縄文時代の丸木舟の出土例があり、古墳時代には椿海を望む台地上に御前鬼塚古墳などの古墳が造営されている。近世に干拓され「干潟八万石」と呼ばれる美田となったが、万葉のころ九十九里平野北東端の汀線近くに海上潟（海上津）があり、そこが港としてしばしば利用されていたことは、万葉集に詠まれた「夏麻引く海上潟の沖つ洲に鳥はすだけど君は音もせず（7-1176）」や「鹿島の崎に……夕潮の 満ちのとどみに 御船子を 率ひたてて 呼びたてて 御船出でなば 浜も狭に……海上の その津を指して 君が漕ぎ行かば（9-1780）」などからもうかがい知ることができる。これらのことから古代においてこの付近は、危険な犬吠埼沖を避けて設定された黒部川流域を通り香取海に至るルートの要衝だったとみられている。

## 江戸時代の開発

### 開発の時代背景
天正18年（1590年）8月朔日、徳川家康は江戸城に入った。このときの江戸は、100年前の太田道灌の頃の江戸市街の面影はなく、茅葺の家が100軒ばかりであった。その後、慶長14年（1609年）に訪れたドン・ロドリゴの記すところによれば、早くも江戸の人口は15万となり、享保年間（1716年〜1736年）には武家人口が50〜60万、町人や出稼ぎ人も50万人を超えていたといわれる。この発展を続ける江戸の町の消費需要を賄うため、東北諸藩からの物資輸送を担う利根川東遷事業が進められ、出羽国の幕領米の廻米のため東廻・西廻海運が開かれた時代である。
徳川家康の関東移封に伴い、木曾義昌・義利父子が近くの下総国阿知戸（現在の旭市網戸）に封じられ、義昌は死後椿海に水葬されたと伝えられている。その後義利の代に木曾氏は改易され、その封地は幕府直轄地となった。

### 椿海の干拓
元和年間（1615年〜1624年）、江戸の町人・杉山三郎衛門が江戸幕府に干拓を申請したのが最初の干拓計画であると伝えられるが、これに対し幕府からの許可は下りなかった。続いて、寛文年間（1661年〜1673年）に、白井治郎右衛門が干拓計画を願い出、伊奈忠常による現地視察が実現したが、椿海を用水源とする各村の反対にあい、またも許可は下りなかった。独力での出願では望みが薄いことを知った白井は、松平定重の元家来で幕府大工頭の辻内刑部左衛門に協力を求めた。辻内は大老酒井忠清の内諾を得て、願書を提出した。これを受け、寛文9年（1669年）に幕閣による見分が再度行われた。椿海東端に位置する後草村（現・旭市）から三川村（現・旭市）の浜を開削して排水路を設ける計画が立案され、普請奉行も派遣されたが海水が湖へ逆流するなど予想以上の難工事となり、資金繰りに行き詰まった白井が開発請負人からおりてしまったため、開発は中止された。

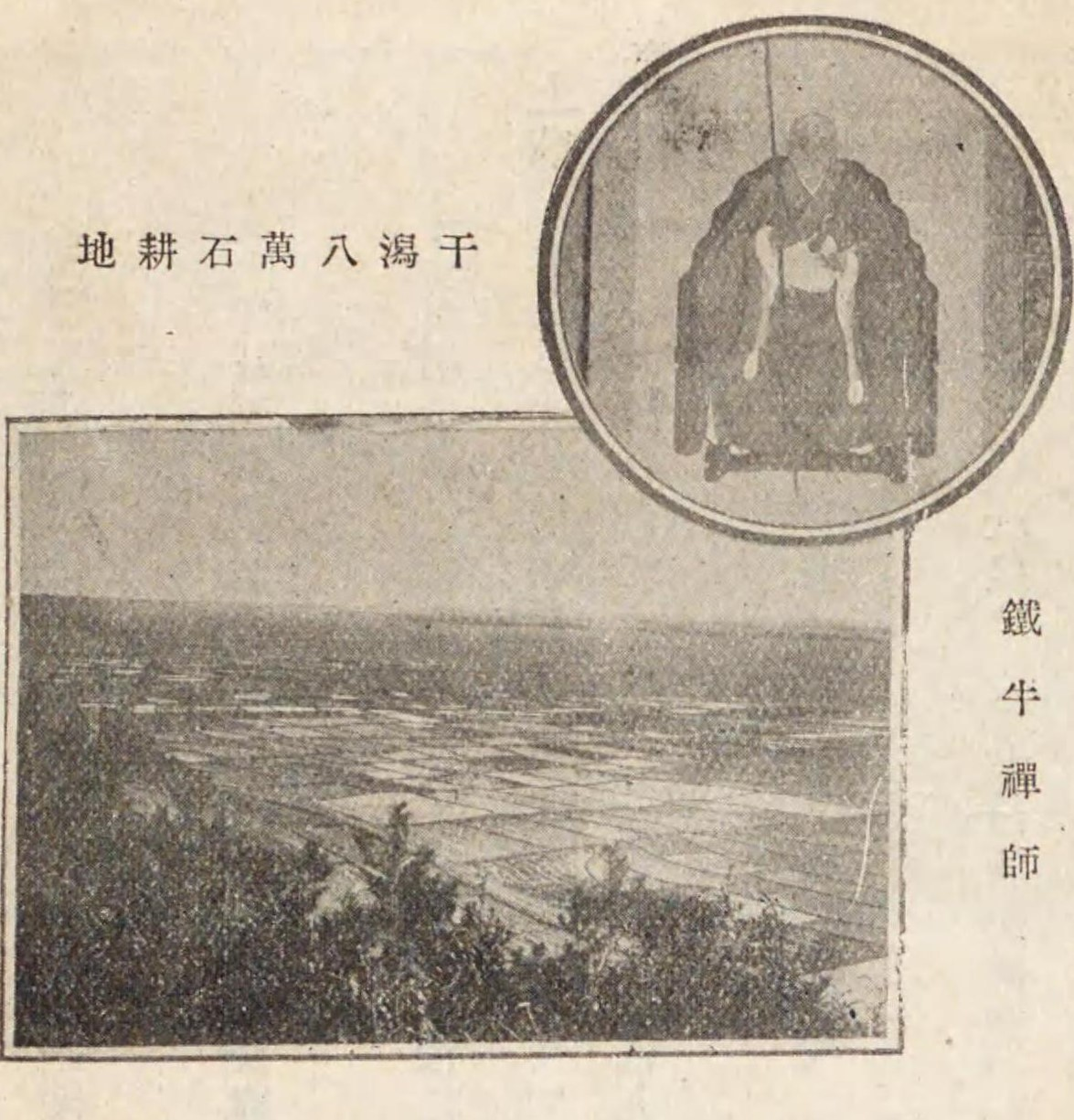
鉄牛禅師と耕地化された干潟

辻内は単独でも開発を請け負うことを幕府へ申し出たが許可されず、老中稲葉正則が帰依していた黄檗宗の僧侶鉄牛道機の援助を求めた。鉄牛の仲介によって再度開発の許可が下り、辻内の親類である材木商の野田市郎左衛門と栗本屋源左衛門からの資金融通を受け、寛文10年（1670年）に開発が再開された。排水路の位置は当初計画から変更され、伝わるところによると桑名藩主久松越中守（松平定重）が伊勢神宮へ願い出て、伊勢内宮荒木田神主梅谷左近太夫長重に依頼し、湖の上で舟を浮かべ修祓を行い風の吹くままに放したところ、湖の南側にあたる鎌数の村落へ辿り着いた。これを「神のお告げ」として、鎌数から現在の吉崎浜に至るまでのルートが採用されたという。
下流の村々の反対があったが人口が激増していた江戸の食料事情もあって工事は強行され、寛文10年（1670年）に新川の開削に成功すると排水が進み、寛文11年（1671年）には新田開発ができるまでになった。寛文9年から11年の3年間でのべ8万人の人員が工事に動員されたといわれている。工事の再開は寛文10年10月であったが、下流の村の反対運動を警戒して短期間で完成させ、同年11月に椿海の排水を挙行する。しかし、水口を切り落とすと排水が堀を乗り越えてしまい、周辺の村々に甚大な被害をもたらし、さらに寛文11年には椿海の用水を失った各村が渇水に見舞われ、溜池と惣堀の普請が始まった。用排水施設が造成されて湖水も減少したので、幕府は新田の一部を御用地とし、残りを辻内らに与えた。延宝2年（1674年）から1町歩あたり5両で干拓地の売却が開始され、野田・栗本と途中で病没した辻内の養子である善右衛門の連名で売渡証文が発行された。
貞享3年（1686年）には工事の責任者である3元締（野田・栗本・善右衛門）に新田の隠匿があったとして追放処分を受け、合計1,221町1反3畝23歩の土地が没収された。代官の大久保平兵衛も責任を問われ、免職のうえ閉門の刑に服した。元禄2年（1689年）には新たに代官に着任した設楽勘左衛門によって新田割元名主が任命され、元禄5年（1692年）には市場町が開設されて六斎市（三九の市）が立つようになった。
また、元禄8年（1695年）幕府の検地が実施され、水田 2,741町3反余、他に荒地 647町4反余、合わせて 3,388町7反余が干拓され、石高2万419石を得、「干潟八万石」18ヶ村（春海・米持・秋田・万力・入野・米込・関戸・万歳・八重穂・夏目・幾世・清瀧・大間手・長尾・高生・琴田・鎌数・新町）が成立した。なお、干拓に尽力したといわれる鉄牛は、晩年椿海を見下ろす福聚寺に退隠し世を去った。文化年間（1804年-1818年）干拓地の土地の生産力が上昇する頃には、その石高は八万石に達し、増加する江戸の人口を養った。

## 水害と用水事業
干拓地は元々湖だった場所であるため標高が低く、また水源にも乏しいことから、流域の水田は豪雨による水害と日照りによる旱魃に悩まされることとなった。水はけを良くするため、干拓地内に複数の河川を掘り、周囲には惣堀と呼ばれる水路を巡らせた。干拓地の排水を優先した幕府は新川沿線の村落を幕府領とし下流に堰を設けることを禁じ、利水のためには溜池の整備も進めた。しかしながら広大な干拓地を満たすほどの用水は得られず、干拓地周囲の高台に位置する水田は地下水が川へ抜けてしまうため水位低下の問題も起こり、下流では渇水による被害を受けやすい状況となり、干拓地とその周辺では江戸時代を通して水利用を巡る争いが絶えなかった。また、その後利根川東遷事業の影響などで下総台地を挟んだ利根川沿いでも水害に悩まされるようになっていた。そして昭和初期には排水と利水を両立させる大利根用水が計画され終戦後の昭和26年（1951年）に竣工、ようやく水害と旱魃から開放されたかのようにも思われた。だが、昭和30年（1955年）には塩害が発生、翌年以降塩害の被害が拡大した。このため利根川河口堰の計画が昭和39年（1964年）に決定され、昭和46年（1971年）に竣工した。